# 弓洲
弓洲（英語：Kung Chau），是香港的一個島嶼，地區行政上屬於大埔區。位於塔門以西，沙排以東。島上有一「獅子滾球」的自然奇觀。
弓洲上並沒有居民居住。